# Arsène Leloup
Pour les articles homonymes, voir Leloup.
Arsène Leloup, né le 11 février 1803 à Avranches (Manche), mort le 17 février 1876 à Couëron (Loire-Atlantique), est un enseignant et un homme politique français, maire de Rezé en 1848 et de Nantes de 1871 à 1872.

## Biographie

### Origines et débuts professionnels
Il est le fils de Jacques-Gervais Leloup et de Madeleine Buchard. La famille quitte Avranches en 1806.
Il fait ses études secondaires au collège royal de Rennes puis des études supérieures de pharmacie à Paris ; il est reçu pharmacien en mars 1826, puis  épouse le 30 août 1827, Charlotte Pérint, fille d’un architecte. Le couple restera sans enfants. 
Il s’installe ensuite dans la capitale où se distingue pendant l’épidémie de choléra de 1832. Il enseigne aussi la chimie appliquée[Où ?].

### Directeur de l'École professionnelle de Nantes
En juin 1834, le maire de Nantes, Ferdinand Favre, fait appel à lui pour diriger l'École primaire supérieure que la Ville de Nantes a décidé de créer. De 1834 à 1853, Arsène Leloup en est le premier directeur, d'abord rue Saint-Léonard, puis, en 1840, rue des Coulées (actuelle rue Désiré-Colombe, à la place de l'École normale d'instituteurs). En 1851, elle devient « École professionnelle municipale » et sera transférée boulevard de Launay en 1882. Celle-ci deviendra par la suite l'école Leloup-Bouhier en 1935, avant de devenir un lycée en 1960.

### Carrière politique
D'abord maire de Rezé, commune de la périphérie nantaise, durant à peine 6 mois, entre le 26 mars 1848 et le 4 septembre 1848, il est élu conseiller municipal de Nantes sur la liste des républicains modéré en août 1870 et nommé adjoint de René Waldeck-Rousseau ; il est réélu le 30 avril 1871 et de nouveau adjoint. À la suite de la démission de René Waldeck-Rousseau, il est nommé maire par Adolphe Thiers, président du conseil, le 19 juillet 1871.
Il est aussi élu conseiller général en 1871 (Canton de Nantes-4).
Il est révoqué le 17 décembre 1872 pour des raisons politico-religieuses, liées à des manifestations autour du pèlerinage de Lourdes ; ses adjoints démissionnent le 20. René Waldeck-Rousseau est alors nommé à titre provisoire par arrêté préfectoral. 
Arsène Leloup se retire à Port-Launay (Couëron).

## Distinctions
- Chevalier de la Légion d'honneur (14 août 1863)[4]

## Hommage
Arsène Leloup est enterré à Couëron, puis sa dépouille est transférée au cimetière Miséricorde à Nantes. En 1880, la « Société amicale des anciens élèves de l'école professionnelle » fait déposer une plaque sur sa tombe. Le médaillon qui figure sur la stèle est l'œuvre de Charles Miollet, sculpteur nantais élève de Étienne-Édouard Suc.
Outre le lycée qui porte en partie son nom, la rue Arsène-Leloup à Nantes, lui rend également hommage. Une rue de Couëron porte également son nom.